# 格里尔 (南卡罗来纳州)
格里尔（英文：Greer），是美国南卡罗来纳州下属的一座城市。城市类型是“City”。其面积大约为22.72平方英里（58.85平方公里）。根据2010年美国人口普查，该市有人口25,515人，人口密度约为每平方 英里1,122.82人（约合每平方公里433.54人）。